# FT Geestemünde
Die FT Geestemünde war ein Fußballverein aus dem Bremerhavener Stadtteil Geestemünde. Die erste Mannschaft der Männer nahm einmal am DFB-Pokal teil. Die erste Mannschaft der Frauen nahm drei Mal am DFB-Pokal teil.

## Geschichte
Der Verein wurde 1902 von Schiffszimmerleuten der Tecklenborg-Werft gegründet. Bis zu seiner Selbstauflösung im Jahre 1933 gehörte der Verein dem Arbeiter-Turn- und Sportbund an. Die Neugründung erfolgte 1948. Im Sommer 2014 fusionierte der Verein mit dem ESV Bremerhaven und dem SC Schiffdorferdamm zum ESC Geestemünde.

### Männerfußball
Von Mitte der 1950er bis Mitte der 1970er Jahre gelang den Freien Turnern insgesamt viermal der Aufstieg in die seinerzeit Verbandsliga genannten zweithöchsten Bremer Liga. Jedes Mal musste die Mannschaft sofort wieder absteigen. Nach dem fünften Aufstieg im Jahre 1976 gelang der direkte Durchmarsch in die damals Landesliga genannte höchste Bremer Spielklasse. In der Saison 1978/79 qualifizierten sich die Freien Turner für den DFB-Pokal. Nach einem 4:1-Sieg über den SV Zeitlarn kam das Aus eine Runde später beim 1. Göppinger SV, seinerzeit Spitzenreiter der Oberliga Baden-Württemberg.
In der mittlerweile Verbandsliga genannten ersten Bremer Liga wurde FTG 1980 Vizemeister und ein Jahr später Meister. Es folgte die Aufstiegsrunde, in der die Geestemünder am letzten Spieltag mit einem 2:2 beim Heider SV lediglich einen Punkt erreichten. 1989 stieg die Mannschaft aus der Verbandsliga ab und rutschten 1997 in die Bezirksliga ab. Nach einem Gastspiel in der Landesliga Bremen zwischen 2000 und 2004 spielen die Freien Turner seit 2009 wieder in der Landesliga.

### Frauenfußball
Die Fußballerinnen der FTG machten erstmals 1987 mit dem Aufstieg in die seinerzeit erstklassige Oberliga Nord auf sich aufmerksam. Nach dem direkten Wiederabstieg konnten sich die Freien Turnerinnen 1988 erstmals für den DFB-Pokal qualifizieren, wo in der ersten Runde nach einer 1:4-Niederlage gegen den TuS Ahrbach das Aus kam. Zwischen 1990 und 1992 kehrte die Mannschaft in die nunmehr zweitklassige Oberliga Nord zurück. Im DFB-Pokal 1993/1994 der Frauen erreichte der FTG nach einem Freilos die zweite Runde und unterlag mit 0:12 gegen den Grün-Weiß Brauweiler. Beim bislang letzten Pokalauftritt ein Jahr später setzte es in Runde eins eine 1:9-Niederlage gegen den FC Rumeln-Kaldenhausen. Ab 2005 stellt der Verein keine Frauenmannschaft mehr.